# Johann Philipp von Beust
Johann Philipp von Beust (* 1. Januar 1706; † 29. September 1776) war General, Geheimer Kriegsrat und Oberamtmann.

## Leben

### Herkunft
Johann Philipp von Beust entstammte dem altmärkischen Adelsgeschlechts Beust, dessen Stammhaus in Büste bei Stendal ist. Seine Eltern waren Johann Friedrich von Beust (1658–1746) und dessen Ehefrau Marie Magdalene von Bronsart (* 1679).

### Karriere
Von 1745 bis 1761 war der spätere General und Geheime Kriegsrat als Oberamtmann in Neustadt am Kulm tätig. In den Jahren 1755 bis 1776(?) war er, teilweise zeitgleich, Kommandant auf der Plassenburg in Kulmbach. Während dieser Zeit (1758(?) bis 1763) als Befehlshaber befanden sich auch Reichstruppen des Grafen von Pappenheim ebendort. In diese Zeit fällt der Preußische Einfall ins Bamberger Fürstentum in den Jahren 1757 bis 1759.
Beust war Ritter des Roten Adlerordens Brandenburg-Bayreuth, der am 17. November 1705 durch Erbprinz Georg Wilhelm von Brandenburg-Bayreuth gestiftet wurde.

### Familie
Seine erste Frau war Marie Ernestine Stiebar von Buttenheim († 1735). Seine zweite Frau war Marie Henriette von Grumbkow (1711–1762), Tochter von Philipp Otto von Grumbkow. Seine Tochter Florentine von Beust (1748–1811) heiratet den Freiherren Carl Friedrich von Falkenhausen (1734–1796). Der „Rote Baron“ Manfred von Richthofen ist einer seiner Nachfahren.